# Pyrausta pauperalis
Pyrausta pauperalis is een vlinder van de familie van de grasmotten (Crambidae). De wetenschappelijke naam van deze soort is voor het eerst voorgesteld als Botys pauperalis door Otto Staudinger in een publicatie uit 1879.
De soort komt voor in Griekenland (vasteland en Kreta), Cyprus, Turkije, Syrië en Israël.